# Шуберт, Карл Богданович
Карл Богданович Шуберт (нем. Karl Schuberth; 25 февраля 1811 года, Магдебург — 22 июня 1863 года, Цюрих) — русский виолончелист и дирижёр немецкого происхождения. Представитель разветвлённой музыкальной семьи, сын Готлоба Шуберта, брат Юлиуса и Людвига Шубертов. Дед искусствоведа Фёдора Шмита.

## Биография
Первоначальное музыкальное образование получил под руководством своего отца, в семилетнем возрасте начал учиться на виолончели у магдебургского музыканта Л. Гессе, уже через год выступил на публичном концерте. В 1825 г. отправился для продолжения занятий в Дрезден к виолончелисту Ю. Ф. Дотцауэру, под руководством которого занимался в течение двух лет. По возвращении в Магдебург Шуберт, как утверждается, с успехом принял участие в концерте знаменитой певицы Анджелики Каталани, но по настоянию брата Людвига вернулся к Дотцауэру и продолжал свои занятия с ним ещё несколько лет.
В возрасте 17 лет концертировал в Германии, Бельгии, Франции, Великобритании, Нидерландах и других странах. В 1828 г. Шуберт совершил первую гастрольную поездку в Людвигслуст и Гамбург, на 1829 г. были запланированы концерты в Копенгагене и Гётеборге, по разным причинам не состоявшиеся (в частности, по дороге морем в Гётеборг во время бури виолончель Шуберта оказалась повреждена). После нескольких лет службы в оркестре Магдебургской оперы, в ходе которых появились первые крупные композиции Шуберта, в том числе виолончельный концерт си бемоль минор, он в 1833 г. вновь предпринял гастрольную поездку в Гамбург (в организации которой помогал брат Юлиус, основавший там музыкальный магазин) и успешно выступил в совместном концерте с Фридрихом Калькбреннером. Вдохновлённый успехом, Шуберт продолжил гастроли, выступив в Бремене, Ольденбурге, Дюссельдорфе, Кёльне, Ахене, Брюсселе, Антверпене и Париже; в 1834 г. последовали нидерландские гастроли, а в 1835 г. выступления в Лондоне, Кёнигсберге, Риге, Дерпте и Санкт-Петербурге, где после первого же концерта Шуберт был назначен солистом Его Величества и остался в России на 27 лет.
Шуберт был директором Императорской придворной капеллы, в 1842 г. основал Симфонический оркестр господ профессоров и студентов Императорского университета, которым руководил более 20 лет, — согласно отзыву прессы, «оркестр отличался полнотою и исполнял своё дело очень хорошо. Конечно, в этом главная причина согласного исполнения — опытный отличный дирижёр, г. Шуберт». Кроме того, Шуберт исполнял обязанности инспектора по музыкальной части при Театральном училище, преподавал виолончель в Училище правоведения. Одновременно Шуберт продолжал выступать как виолончелист, в том числе в составе струнного квартета с Генрихом Венявским, Иеронимом Вейкманом и Иваном Пиккелем. Из композиций Шуберта, созданных в России, современники выделяли Квинтет № 3, посвящённый Шпору, октет и струнный квартет № 4.
Шуберт продолжал гастролировать в Европе как виолончелист: в частности, в 1847 г. он выступил в Веймаре, где, по отзыву «Neue Zeitschrift für Musik», ни один солист, кроме Ференца Листа, не имел такого успеха.
Как отмечал Русский биографический словарь,

оркестры под его руководством были так хорошо подготовлены, что одной репетиции перед концертом было обыкновенно вполне достаточно. <…> Его очень уважали при дворе, в течение 27-ми лет он был любимцем петербургского общества и имел многочисленных почитателей, к числу которых принадлежал и молодой Рубинштейн. Наконец, хор и оркестр Императорских театров высоко ценили Шуберта не только как талантливого руководителя, но и как в высшей степени гуманного и отзывчивого человека.